# Sidnei Salustre
Sidnei Lozano Salustre, também conhecido como Sidão, é um desenhista brasileiro conhecido pelo seu trabalho na Turma da Mônica.

## Biografia
Sidnei foi um dos primeiros ajudantes do Mauricio de Sousa, trabalhando com ele no período em que as tiras eram publicadas na Folha de S.Paulo. Em 1963, Emy Yamauchi tornou-se sua arte-finalista. Ele serviu de inspiração para o Louco, criado em 1973. No início de sua carreira, Mauricio de Sousa não creditava os artistas que criavam as histórias da Turma da Mônica, e Sidnei foi creditado apenas nas republicações das histórias, como na Turma da Mônica – Coleção Histórica # 47, lançada em 2015. Também trabalhou em algumas histórias do Clássicos do Cinema.

## Premiações
- Troféu Angelo Agostini na categoria Mestre (2015).[6]Referências

1. ↑  «Dia do desenhista: Emy Yamauchi Acosta é a homenageada do projeto Donas da Rua da Mauricio de Sousa Produções». Revista InFoco. 15 de abril de 2024. Consultado em 17 de outubro de 2024
2. ↑  Morgana Bressiani (12 de abril de 2019). «Em entrevista para Fabio Porchat, Mauricio de Sousa revela inspiração para o personagem Louco». Glamurama. Consultado em 17 de outubro de 2024
3. ↑  Marcus Ramone (22 de setembro de 2008). «O Louco: 35 anos de maluquice nos quadrinhos». Universo HQ. Consultado em 17 de outubro de 2024
4. ↑  Renato Félix (2 de outubro de 2015). «Turma da Mônica – Coleção Histórica # 47». Universo HQ. Consultado em 17 de outubro de 2024
5. ↑  Renato Félix (20 de outubro de 2017). «Turma da Mônica – Clássicos do Cinema – Horacic Park». Universo HQ. Consultado em 17 de outubro de 2024
6. ↑  Samir Naliato (24 de janeiro de 2017). «Os vencedores do 33° Troféu Angelo Agostini». Universo HQ. Consultado em 17 de outubro de 2024